# طوني معلوف
طوني معلوف ممثل ومؤدي صوت لبناني.

## عن حياته
له العديد من المشاركات في التمثيل والدوبلاج .

## فيلموغرافيا

### أفلام
- شربل - الأب الحرديني. 2009

### في المسلسلات
- مسلسل الشحرورة
- مسلسل فارس الأحلام
- مسلسل حكاية أمل
- مسلسل فاميليا

### في الدوبلاج
- فلمور
- لؤي في الفضاء

## وصلات خارجية
- الموقع الرسمي
- طوني معلوف على موقع IMDb (الإنجليزية)
- طوني معلوف على موقع قاعدة بيانات الأفلام العربية
- طوني معلوف على موقع كينوبويسك (الروسية)